# Piromyces minutus
Piromyces minutus är en svampart som beskrevs av Y.W. Ho 1993. Piromyces minutus ingår i släktet Piromyces och familjen Neocallimastigaceae.   Inga underarter finns listade i Catalogue of Life.